# Final da Copa do Mundo FIFA de 1934
A Final da Copa do Mundo FIFA de 1934 foi uma partida de futebol realizada em 10 de Junho de 1934 para determinar o vencedor da Copa do Mundo FIFA de 1934. Foi a final da segunda Copa do Mundo, torneio quadrienal disputado pelas seleções masculinas das federações membros da FIFA. A partida foi disputada entre a Itália e a Tchecoslováquia, no Estádio Nacional do PNF, em Roma, Itália.
Na final, a Itália recuperou de um golo de desvantagem vencendo por 2–1 em uma partida que teve temperaturas próximas a 40 °C (104 °F).
O último jogador vivo daquela final, o goleiro tcheco František Plánička, morreu em 20 de Julho de 1996 com 92 anos de idade.

## Contexto
Depois do Uruguai ter-se recusado a participar da edição de 1934 devido à falta de seleções europeias no torneio anterior e a Argentina ter sido eliminada na primeira rodada da competição pela Suécia, a competição iria ter dois finalistas diferentes.
Para as duas nações, esta foi a primeira vez que competiram na Copa do Mundo. Foi também o décimo primeiro encontro entre as duas equipas, com a partida anterior a acontecer na Copa Internacional da Europa Central de 1933-35 com a Itália vencendo a partida em Florença, Itália por 2-0 e empatando o confronto direto com três vitorias para cada lado e quatro empates.

## Caminho Até a Final
| Itália         | Itália    | Fase                            | Tchecoslováquia | Tchecoslováquia |
| -------------- | --------- | ------------------------------- | --------------- | --------------- |
| Oponente       | Resultado | Fase final                      | Oponente        | Resultado       |
| Estados Unidos | 7–1       | Oitavas de final                | Romênia         | 2–1             |
| Espanha        | 1–1       | Quartas de final                | Suíça           | 3–2             |
| Espanha        | 1–0       | Quartas de final (segundo jogo) | Não houve       | Não houve       |
| Áustria        | 1–0       | Semifinais                      | Alemanha        | 3–1             |

## O jogo

### Resumo
A Tchecoslováquia passou para a frente a 19 minutos do fim, por intermédio de Antonín Puč. Eles mantiveram a liderança por apenas 10 minutos, com a Itália a chegar ao empate com um golo do atacante Raimundo Orsi. Não houve mais golos no tempo regulamentar, e a partida foi forçada a ir para prolongamento, a primeira final da Copa do Mundo a fazê-lo. Com apenas cinco minutos jogados no prolongamento, a Itália colocou-se na liderança com um golo de Angelo Schiavio e assegurou a vitória.

### Detalhes
| 10 de Junho de 1934 | Itália                  | 2–1 (pro.) | Checoslováquia | Stadio Nazionale PNF, Rome               |
| 17:00 CEST          | Orsi 81' · Schiavio 95' | Relatório  | Puč 71'        | Público: 55,000 Árbitro: SWE Ivan Eklind |

| Itália | Tchecos lováquia |

|                |                  |  |  |
|                |                  |  |  |
| GK             | Gianpiero Combi  |  |  |
| RB             | Eraldo Monzeglio |  |  |
| LB             | Luigi Allemandi  |  |  |
| RH             | Attilio Ferraris |  |  |
| CH             | Luis Monti       |  |  |
| LH             | Luigi Bertolini  |  |  |
| OR             | Enrique Guaita   |  |  |
| IR             | Giuseppe Meazza  |  |  |
| CF             | Angelo Schiavio  |  |  |
| IL             | Giovanni Ferrari |  |  |
| OL             | Raimundo Orsi    |  |  |
| Técnico:       |                  |  |  |
| Vittorio Pozzo |                  |  |  |

|             |                    |  |  |
|             |                    |  |  |
| GK          | František Plánička |  |  |
| RB          | Josef Čtyřoký      |  |  |
| LB          | Ladislav Ženíšek   |  |  |
| RH          | Rudolf Krčil       |  |  |
| CH          | Štefan Čambal      |  |  |
| LH          | Josef Košťálek     |  |  |
| OR          | Antonín Puč        |  |  |
| IR          | Oldřich Nejedlý    |  |  |
| CF          | Jiří Sobotka       |  |  |
| IL          | František Svoboda  |  |  |
| OL          | František Junek    |  |  |
| Técnico:    |                    |  |  |
| Karel Petrů |                    |  |  |

| Regras: - 90 minutos - Prorrogação, em caso de empate |

### Arbitragem
O árbitro principal foi o sueco Ivan Eklind, o Assistente 1 foi o belga Louis Baert e o Assistente 2 foi o húngaro Mihaly Ivancsics.